# HALO Trust

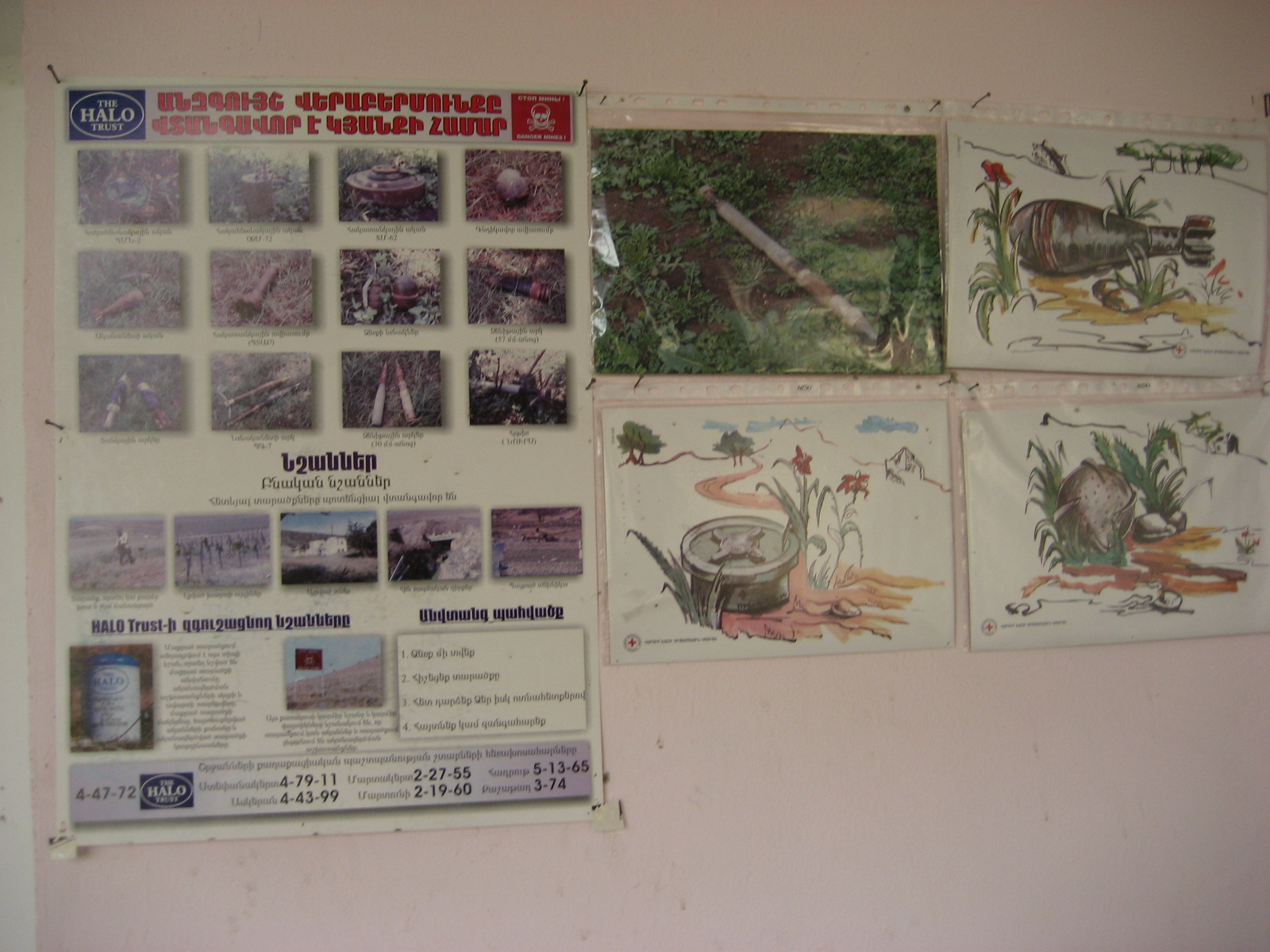
Pôsteres escolares em Nagorno-Karabakh, educando crianças sobre minas terrestres.

A HALO Trust é uma organização sem fins lucrativos e especializada na limpeza de escombros de guerras, tais como minas terrestres e armamentos que não explodiram, em zonas de guerra pós-conflito. 
Estabelecida em 1988, por Colin Campbell Mitchell, a HALO Trust atua em países como Afeganistão (onde está a sua maior operação), Camboja, Moçambique, Somália, Sri Lanka, Angola, Eritreia, Kosovo, Chechênia, Nagorno Karabach e Abecásia. 
Diana, Princesa de Gales, em janeiro de 1997, trabalhou com a HALO Trust em sua campanha mundial de proibição e remoção de todas as minas antipessoais. 
Desde 1995, a HALO Trust vem desenvolvendo sua capacidade de limpeza de minas mecânicas para mais de 120 unidades que operam em todo o mundo.

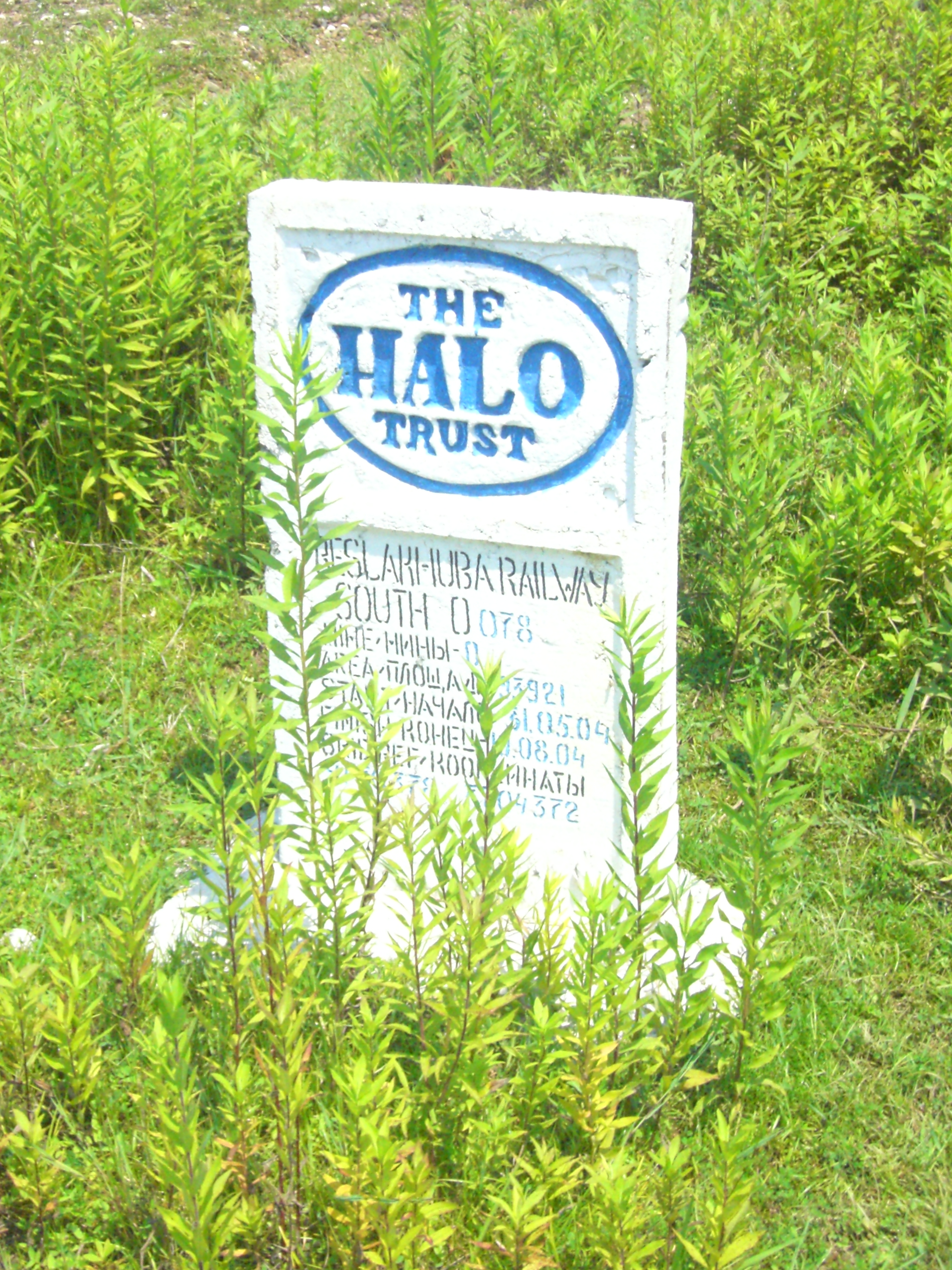
Pedra instalada pela HALO Trust depois de verificar um território na Abecásia.